# Championnat de Moldavie de baseball
Le championnat de Moldavie de baseball se tient depuis 1993. Il réunit l'élite des clubs moldaves sous l'égide de la Fédération moldave. Le premier champion fut l'Abator Chișinău et le tenant du trophée est le Kvint-Sdysor Tiraspol.

## Clubs de la saison 2011
- Abator Chișinău
- Hawks Chișinău
- Kvint-Sdysor Tiraspol
- Kvint Tiraspol
- Pirates Chișinău
- Tiras Tiraspol

## Palmarès
| - 1993 : Abator Chișinău - 1994 : Sucess Chișinău - 1995 : Sucess Chișinău - 1996 : Sucess Chișinău - 1997 : Sucess Chișinău - 1998 : Sucess Chișinău - 1999 : Sucess Chișinău - 2000 : Sucess Chișinău - 2001 : Abator Chișinău |  | - 2002 : Scorpion Chișinău - 2003 : Scorpion Chișinău - 2004 : Kvint Tiraspol - 2005 : Abator Chișinău - 2006 : Kvint Tiraspol - 2007 : ? - 2008 : Kvint Tiraspol - 2009 : Kvint Tiraspol - 2010 : Kvint-Sdysor Tiraspol |